# Crocidura australis
Crocidura australis — вид ссавців із родини Soricidae. Зустрічається в Індонезії. Це ендемік індонезійського острова Сулавесі, де він мешкає на висоті від 1660 до 2550 м над рівнем моря. Має коричневе хутро на спині та трохи світліше на череві.